# Vodenasta panjevčica
Vodenasta panjevčica ili vodenasta slabunjavka (lat. Psathyrella piluliformis) je jestiva gljiva iz porodice (Psathyrellaceae). 

## Opis
Klobuk vodenaste panjevčice je širok od 2 do 5 centimetara, širok, najprije konveksan ili polukuglast, zatim slabo raširen i lagano tupo ispupčen, slabo mesnat, gladak i malo naboran; vlažan je, što mu je posebna odlika; po vlažnom vremenu naročito dolazi do izražaja vodenast i proziran obruč tamnosmeđe boje: na sredini osobito dolazi so izražaja jasno razgraničen disl oker boje, rub je često brazdasto narebran s ostacima nitastog bijelog zastorka. 
Listići su gusti, u pazušcu stručka zaokruženi, na oštrici posjeduju sitne kapljice vode od prljavosmeđe do čokoladne boje, oštrica je uvijek svjetlija.    
Stručak je visok od 5 do 12 centimetara, cilindričan, ponekad zavinut ili vijugav, cjevasto šupalj, bjelkast, nježno i prirašteno vlaknast, na dnu može biti brazdast i injasto maljav.      
Meso je u klobuku blijedosmeđe, u stručku bjelkasto; miris i okus nisu izraženi.  
Spore su ovalno eliptične, glatke, u masi su purpurnosmeđe, pod mikroskopom smeđe, 5 -7 x 3 - 4 μm.

## Stanište
Ljeto i u jesen busenasto raste s bezbroj klobučića u vlažnim šumama oko panjeva i na otpalu lišću.    

## Upotrebljivost
Vodenasta panjevčica je jestiva. Zanimljiv je podatak da poput inzulina smanjuje šećer u krvi.

## Sličnosti
Ova prekrasna gljiva raste najradije busenasto oko starih panjeva različitog drveća. Ako samo pazite na bjelkast stručak te vodenasto proziran rub klobuka s ostacima nitastog bijelog zastorka, ne možete je zamijeniti za neku nejestivu gljivu. U nekim najnovijim knjigama možete pronaći podatak da nije jestiva, ali iz iskustva možemo reći da je sasvim dobra, naravno, dok je mlada. 

## Vanjske poveznice
|  | Zajednički poslužitelj ima stranicu o temi Psathyrella piluliformis    |
|  | Zajednički poslužitelj ima još gradiva o temi Psathyrella piluliformis |